# Simone Majoli
Simone Majoli (1520 - 9 de janeiro de 1597) foi um canonista italiano, bispo e autor. A sua obra enciclopédica Dies caniculares,  cobriu uma ampla gama de tópicos de história natural, demonologia e outros assuntos, como lobisomens. Publicado pela primeira vez em 1597, teve várias edições posteriores. Ele é mencionado no início da história da explicação dos fósseis, por Charles Lyell, como um pioneiro das explicações vulcânicas.
Nasceu em Asti. A 16 de junho de 1572, Simone Majoli foi nomeado durante o papado de Gregório XIII como Bispo de Vulturara e Montecorvino, onde serviu como bispo até à sua morte em 1597.